# Парнелл, Уэйн
Уэйн Диллон Парнелл (англ. Wayne Dillon Parnell; 30 июля 1989 года, Порт-Элизабет, Капская провинция, ЮАР) — южноафриканский профессиональный игрок в крикет, который выступал за национальную сборную ЮАР по крикету. На клубном уровне он играл за «Кейп Кобрас», «Уорриорз» и «Вестерн Прованс» в ЮАР, а также за ряд команд в соревнованиях по всему миру.

## Ранняя жизнь и образование
Парнелл родился в 1989 году в городе Порт-Элизабет (ныне — Гцгебеха). Он учился в средней школе Grey High School в своем родном городе, которую бросил в 2007 году. Он изучал управление человеческими ресурсами в Метрополитенском университете Нельсона Манделы в Порт-Элизабет.

## Внутренний крикет
В октябре 2006 года в возрасте 17 лет Парнелл дебютировал в крикете за «Вестерн Прованс» в матче против «Сауз Вестерн Дистриктс», набрав 17 очков и взяв одну калитку. В своем втором матче он записал на свой счет 4 из 7 очков, и, только в своем пятом матче, он сделал хет-трик во встрече против «Вестерн Прованс», где все три бэтсмена были выбиты. Его описывали как «самого обсуждаемого игрока в крикет, проявившего себя за короткое время».
В 2008 году Парнелл, выступая за «Вестерн Прованс», был удостоен награды «Игрок турнира до 19 лет» и «Игрок года в крикет среди игроков до 19 лет» по версии федерации крикета ЮАР.
В феврале 2022 года Парнелл был назначен капитаном «Вестерн Прованс» на турнире CSA T20 Challenge.

### Крикет графства
В начале сезона 2009 года Парнелл был подписан в качестве иностранного игрока английским крикетным клубом графства Кент по шестинедельному контракту, заменив Стюарта Кларка. В своём дебютном матче против «Эссекса» он набрал 4/78 в первом иннинге и набрал наибольшее количество очков во втором, и улучшил этот результат в следующем матче чемпионата графства Кент против «Гламоргана» с иннингом в 90 очков. Парнелл временно покинул Кент, чтобы вернуться в ЮАР перед турниром Twenty20 2009 года, но после турнира он выступал в Англии на протяжении ещё пять недель. Хотя он вернулся в Южную Африку после окончания своего второго периода, Парнелл вновь отправился в Кент и играл за графство в финальный день соревнований.
В 2011 году Парнелл играл за крикетный клуб графства Суссекс во второй половине сезона, хотя «он боролся с травмами» во время своего пребывания в графстве. В 2015 году он играл за «Гламорган» в восьми матчах на групповом этапе NatWest t20 Blast, прежде чем присоединиться к Южной Африке в их туре в Бангладеш. Парнелл пропустил первые два матча из запланированных десяти с «Гламорганом» из-за травмы паха.
В апреле 2017 года Парнелл снова вернулся в Кент для выступления в первой части сезона. Он выступал там в течение первых недель чемпионата графства и матчей однодневного кубка Royal London, пока ЮАР не начала свой тур по Англии в мае того же года.
В сентябре 2018 года Парнелл подписал контракт с «Вустерширом» по постановлению Колпака, что сделало его недоступным для игры в международный крикет. В конце сезона 2020 года он покинул «Вустерширом» после отмены статуса Колпака. Перед началом сезона 2021 года он выбран «Нортгемптонширом» в качестве зарубежного игрока, выступая за который он взял десять калиток в своем втором матче за команду в матче против «Йоркшира». В апреле 2021 года перед началом сезона он перешёл в южноафриканский клуб «Вестерн Прованс».

## Франшиза Twenty20
В 2010 году Парнелл был куплен «Delhi Daredevils» на аукционе для Индийской премьер-лиги (ИПЛ) после того, как они перебили цену «Deccan Chargers» за его услуги. Он был подписан по цене, которая намного превысила его резервную цену, установленную в начале аукциона, став третьим самым высокооплачиваемым южноафриканским игроком в крикет на турнире, но не появился ни в одном матче за «Delhi» в течение того сезона.
С 2011 по 2013 годы Парнелл выступал за «Пунe Уорриорз» в Индийской премьер-лиги, в сезоне 2014 года он перебрался в Дели, где играл за «Daredevils» . Будучи игроком «Пунe Уорриорз», он был одним из 90 человек, задержанных полицией после того, как в 2012 году он посетил рейв-вечеринку в пригороде Мумбаи. Впоследствии Парнелл предстал перед судом и был освобожден под залог по обвинениям, связанным с наркотиками. Еще одно процессуальное судебное заседание состоялось, когда Парнелл был в составе южноафриканской команды на чемпионате мира 2014 года, который проходил в Бангладеш. Парнелл утверждал, что он невиновен в употреблении наркотиков. 
В 2016 году он играл в Карибской Премьер-лиге за клуб «Barbados Tridents». В июне 2018 года он был выбран клубом «Edmonton Royals» в драфте игроков для первого выпуска турнира Global T20 Canada. Он был одним из лидеров по взятию калиток на турнире для «Edmonton Royals», с шестью удалениями в шести матчах.
В сентябре 2018 года Парнелл был включен в состав «Кабула» на первый выпуск турнира Премьер-лиги Афганистана. Он был ведущим игроком команды по взятию калиток на турнире, с 13 удалениями в десяти матчах.
В апреле 2023 года «Royal Challengers Bangalore» подписал контракт с Парнеллом в качестве замены Рису Топли в Индийской премьер-лиге.

## Международный крикет
В 2008 году Парнелл был выбран капитаном сборной ЮАР на чемпионате мира по крикету среди игроков до 19 лет, а также играл за команду на чемпионате мира по крикету среди игроков до 19 лет в 2006 году. Он завершил турнир 2008 года как ведущий игрок по взятию калиток. В четвертьфинальном матче против Бангладеш он взял шесть из восьми калиток, а также стал лучшим бомбардиром с 57 калитками.
Парнелл был выбран в составы Однодневный международный матч и T20 для тура Южной Африки по Австралии в 2008–2009 годах и 13 января 2009 года дебютировал на международной арене во втором международном турнире Twenty20 в Брисбене. Он был с мячом и сделал решающий бросок, но позже было высказано предположение, что это было результатом зеленого лазерного луча, направленного ему в глаза одним из зрителей. Таким образом, он стал самым молодым игроком, которому Cricket South Africa (CSA) вручила национальный контракт.
Парнелл был включен в состав сборной ЮАР на третий и последний тестовый матч против Австралии в Кейптауне и хотя он не был частью команды, был вызван на игры серии Twenty20 и ODI. Он сыграл ключевую роль в победе ЮАР с семью калитками во втором ODI в Центурионе He thus became the youngest player to be handed a national contract by Cricket South Africa (CSA)..
В мае 2009 года Парнелл, для выступления в ICC World Twenty20 в Англии, играл за клуб из ЮАР. Он отлично провёл турнир, взяв девять калиток по 13,22 с показателем экономии менее шести. Против хозяев он показал результат 3/14, включая два овера для двух ранов и калитку. В следующем матче против «Вест-Индии» он был назван игроком матча после того, как взял 4/13 калиток. Его выступления принесли ему место в мировой команде турнира. Парнелл выиграл золотой мяч как лучший игрок, забивший калитки в Кубке чемпионов ICC 2009 года с 11 калитками. Он был назван в «Команде турнира» по версии ESPNcricinfo на чемпионате мира 2009 года.

## Личная жизнь
30 июля 2011 года Парнелл объявил, что принял ислам в январе 2011 года после периода личного изучения. Парнелл подтвердил, что его товарищи по команде Хашим Амла и Имран Тахир, а также менеджер команды Мохаммад Мусаджи не оказали никакого влияния на его решение.
Парнелл появлялся в рекламе в поддержку PETA.